# Kapcsolóüzemű tápegység

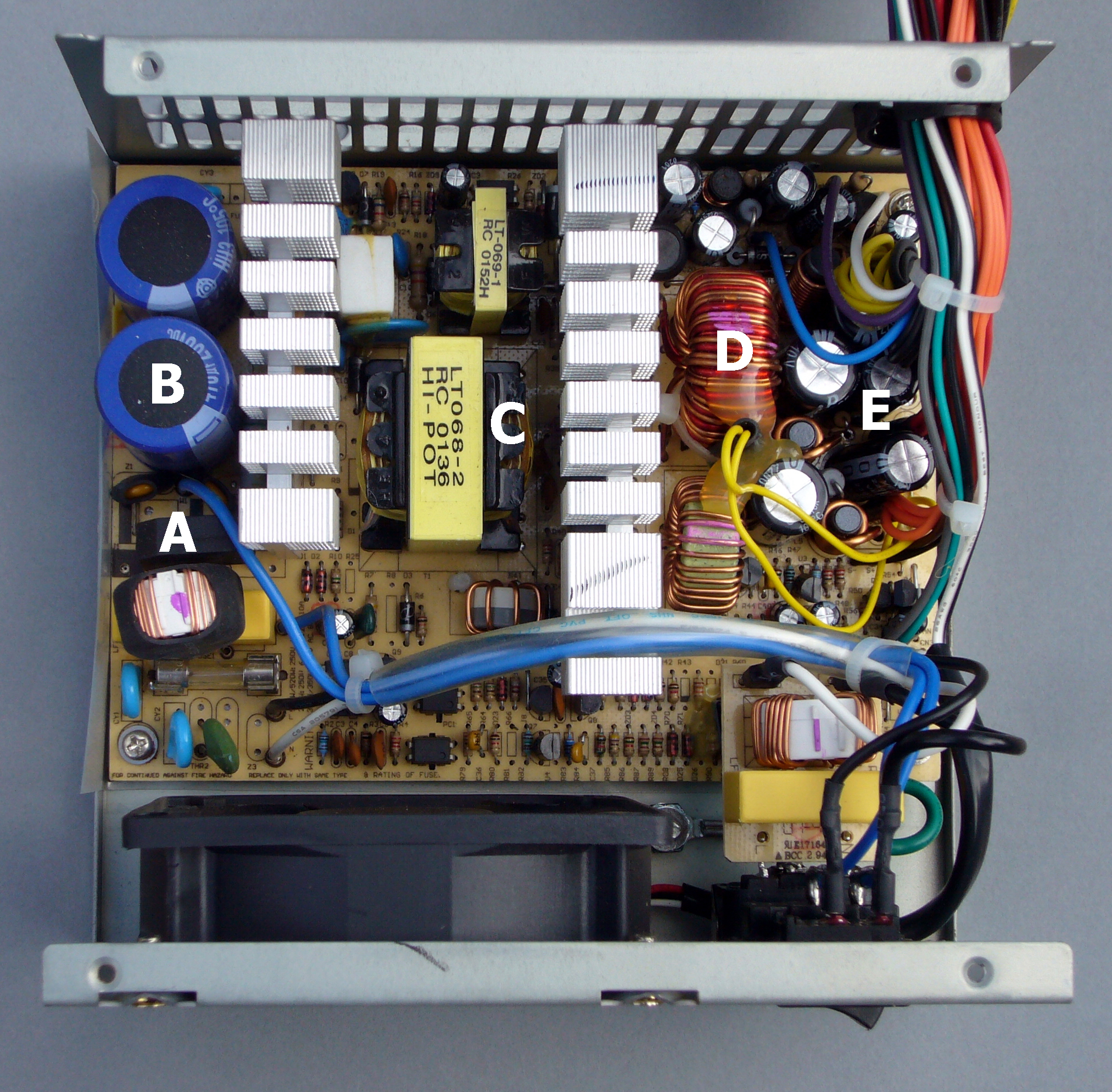
Belülről egy Személyi számítógép ATX-es kapcsolóüzemű tápegysége
A: egyenirányító diódahíd
B: bemeneti puffer kondenzátorok
C: transzformátor
D: kimeneti szűrő tekercs
E: kimeneti szűrő kondenzátorok

A kapcsolóüzemű tápegység (angolul switched-mode power supply, switching-mode power supply, SMPS) egy elektronikus tápegység, amely a kívánt feszültség és áram előállításához ill. annak állandó és megkívánt értéken tartásához nagyfrekvenciájú kapcsolójelet használ a szabályozás (switching regulator) vagy vezérlés során. A bemenetet egyenirányítják és szűrik, majd tranzisztor segítségével a szabályzásnak vagy vezérlésnek megfelelő kitöltésű négyszögjellel (PWM) egy energiatároló elemet, amely többnyire kondenzátor, nagyfrekvencián (50 kHz-2 MHz) kapcsolgatnak. A tekercs szolgálhat mint transzformátor vagy mint önindukciós elem. A kimenetet szükség szerint ismét szűrik.
Előnye a hagyományos váltóáramú tápegységekhez képest, hogy nagyfrekvenciás, sokkal kisebb (és így könnyebb) transzformátort tartalmazhat, egyenáram átalakítására is alkalmas, hatásfoka akár a 99%-ot is elérheti, terheléstől függetlenül állandó értéken lehet tartani a kimenet feszültségét vagy áramát, és tudja kezelni a zárlatot. Hátránya a bonyolult kivitelezés, szórt elektromágneses tere nagyobb, amely a híradástechnikai elemek működését zavarhatja.

Egy általános felépítésű kapcsolóüzemű tápegység kapcsolási rajza. Bal oldalán a bemenet (váltóáramú), jobb oldalán pedig három egyenáramú kimenet, amelyből a legalsó a szabályzáshoz szükséges visszacsatolást biztosítja.
(Megjegyzés: ha 230 V-os (vagy valamely más nagyfeszültségű) hálózatról történik a táplálás, akkor a visszacsatolást galvanikusan leválasztva, optocsatolóval szokták megoldani.)

## Alkalmazási területek
Általánosságban minden olyan terület ahol szempont vagy kényszer:
- kis méret és/vagy tömeg,
- csak egyenáram áll rendelkezésre a bemenethez,
- energiatakarékosság,
- változékony terhelés mellett állandó feszültségre van szükség,
- és gazdasági okok.

Néhány fontosabb előfordulási területe:
- stabilizált, nem ingadozó kimenetű tápegységek
  - Személyi számítógép tápegysége
  - Informatikai hardver elemek elektronikájánál (ahol a tápegység által szolgáltatott feszültség nem megfelelő, például CPU tápfeszültsége az alaplapon kerül előállításra 12 V-ból)
- LCD-panelek
- elemes eszközök, ahol az elérhető feszültség nem elegendő és/vagy magasabb
  - fehér LED-es zseblámpák
  - digitális kvarcórák háttérvilágításának meghajtása (amely 100 V-nál is nagyobb feszültséget igényel)
- kutatási célokat szolgáló rendkívül pontos, de ugyanakkor tág határok között szabályozható és korlátozható kimenetű tápegységek
- fénycsövek előtéteként (tápegységeként)
  - kompakt fénycsövek (kép)

Általánosságban elmondható, hogy egyre nagyobb teret kapnak nagyobb hatásfokuk, kisebb méretük és tömegük folytán, amely főleg a hordozható eszközök világában nagyon fontos, hiszen a táp a legtöbb esetben jelentősen befolyásolja az eszköz súlyát, méretét és fogyasztását.